# Межселенная территория
Межселе́нная территория (в российском муниципальном праве) — территория муниципального района Российской Федерации — России, находящаяся вне границ поселений (определение в редакции, введённой в действие Федеральным законом № 87-ФЗ, от 1 мая 2019 года), ранее — территория, находящаяся вне границ поселений.

## Определение
Согласно законодательству, межселенные территории могут образовываться на территориях с низкой плотностью сельского населения, за исключением территорий в составе тех субъектов Российской Федерации или отдельных муниципальных районов, в которых плотность сельского населения более чем в три раза ниже средней плотности сельского населения в Российской Федерации.
На межселенных территориях все вопросы местного значения решаются органами местного самоуправления муниципального района, а все предусмотренные законодательством для местных бюджетов доходы поступают в бюджет муниципального района.
В Кабардино-Балкарии межселенные территории входили в состав как муниципальных районов (вне поселений или в их составе) и городских округов и могли находиться в распоряжении республики. В 2010 году межселенные территории были преобразованы в сопредельные.
Площадь межселенных территорий в разных субъектах Российской Федерации различна. Примером межселенной территории может служить межселенная территория Залитских островов в Псковской области.

### Межселенная территория как объект административно-территориального устройства
В некоторых регионах межселенные территории районов выделяются также в качестве объектов административно-территориального устройства:
- Амурская область (через отнесение муниципальных районов и муниципальных образований в целом к административно-территориальным единицам)[8];
- Коми[9];
- Красноярский край[10][11];
- Ненецкий автономный округ[12];
- Псковская область[13];
- Тюменская область[14];
- Хакасия[15].

## Межселенные территории по субъектам Российской Федерации

### Количество
Число межселенных территорий по субъектам Российской Федерации по данным переписей населения 2010 и 2020 годов
| Регион                                   | Количество (2010) | Количество (2021) |
| ---------------------------------------- | ----------------- | ----------------- |
| Российская Федерация                     | 79                | 58                |
| Республика Адыгея                        | 3                 | —                 |
| Республика Коми                          | —                 | 2                 |
| Республика Саха (Якутия)                 | 3                 | 3                 |
| Республика Хакасия                       | —                 | 1                 |
| Забайкальский край                       | 4                 | 3                 |
| Камчатский край                          | 2                 | 7                 |
| Красноярский край                        | 2                 | 5                 |
| Пермский край                            | 11                | —                 |
| Приморский край                          | 2                 | 2                 |
| Хабаровский край                         | 6                 | 7                 |
| Иркутская область                        | 20                | 19                |
| Магаданская область                      | 7                 | —                 |
| Псковская область                        | 1                 | 1                 |
| Самарская область                        | —                 | 1                 |
| Томская область                          | 3                 | 2                 |
| Тюменская область (включая ХМАО и ЯНАО)  | 15                | 4                 |
| Ханты-Мансийский автономный округ — Югра | 4                 | 3                 |
| Ямало-Ненецкий автономный округ          | 8                 | —                 |
| Чукотский автономный округ               | —                 | 1                 |

### Общий список
Сокращения, применяемые в статье:
| - АТУ — административно-территориальное устройство; - адм. — администрация; - г. — город; - ГП — городское поселение; - гор.округ — городской округ; - д. — деревня - межсел.терр. — межселенная территория; - метеост. — метеостанция; - мун.обр. — муниципальное образование; - мун.округ — муниципальный округ; - мун.район — муниципальный район; - нас.пункты — населённые пункты; - пос. — посёлок; | - пос. ж/д ст. — посёлок железнодорожной станции; - пгт — посёлок городского типа; - р. — река; - рп — рабочий посёлок; - с. — село; - СП — сельское поселение; - сопред.терр. — сопредельная территория; - ст-ца — станица; - ст. — станция; - ур. — урочище; - уч. — участок. |

| Регион                                                            | Мун.район / гор.округ | Состав, нас. пункты | Годы существования | Примечания |
| ----------------------------------------------------------------- | --------------------- | --- | ------------------ | --- |
| Адыгея                                                            | Майкопский            | пос. Гузерипль, Хакодзь, ст-ца Безводная | 2004—2012          | 2012: Безводная и Хакодзь переданы в состав Краснооктябрьского СП, Гузерипль — в состав Даховского СП |
| Амурская область                                                  | Архаринский           | нас.пунктов нет | 2005—2022          | 2022: мун.район преобразован в мун.округ |
| Амурская область                                                  | Зейский               | нас.пунктов нет | 2005—              | |
| Амурская область                                                  | Магдагачинский        | нас.пунктов нет | 2005—              | |
| Амурская область                                                  | Мазановский           | Богословка, Козловка | 2005—              | |
| Амурская область                                                  | Селемджинский         | нас.пунктов нет | 2005—              | |
| Амурская область                                                  | Сковородинский        | нас.пунктов нет | 2005—2022          | 2022: мун.район преобразован в мун.округ |
| Амурская область                                                  | Тындинский            | нас.пунктов нет | 2005—2021          | 2021: мун.район преобразован в мун.округ |
| Амурская область                                                  | Шимановский           | нас.пунктов нет | 2005—2022          | 2022: мун.район преобразован в мун.округ |
| Архангельская область                                             | Лешуконский           | нас.пунктов нет | 2004—2022          | 2022: мун.район преобразован в мун.округ |
| Архангельская область                                             | Мезенский             | нас.пунктов нет | 2004—2022          | 2022: мун.район преобразован в мун.округ |
| Архангельская область                                             | Онежский              | нас.пунктов нет | 2004—              | |
| Бурятия                                                           | Баргузинский          | нас.пунктов нет | 2005—              | |
| Бурятия                                                           | Еравнинский           | нас.пунктов нет | 2005—              | |
| Бурятия                                                           | Муйский               | нас.пунктов нет | 2005—              | |
| Бурятия                                                           | Северо-Байкальский    | нас.пунктов нет | 2005—              | |
| Забайкальский край (Читинская область)                            | Каларский             | с. Средний Калар | 2004—2020          | 2020: мун.район преобразован в мун.округ |
| Забайкальский край (Читинская область)                            | Красночикойский       | с. Семиозёрье | 2004—              | |
| Забайкальский край (Читинская область)                            | Могочинский           | нас.пунктов нет | 2004—              | |
| Забайкальский край (Читинская область)                            | Сретенский            | нас.пунктов нет | 2004—              | |
| Забайкальский край (Читинская область)                            | Тунгиро-Олёкминский   | с. Гуля, Моклакан, Средняя Олёкма | 2004—              | |
| Забайкальский край (Читинская область)                            | Тунгокоченский        | с. Зелёное Озеро, Красный Яр, Юмурчен | 2004—2022          | 2022: мун.район преобразован в мун.округ |
| Иркутская область                                                 | Братский              | пос. Тынкобь, Хвойный | 2018—              | 2018: включены из Тынкобского мун.обр. |
| Иркутская область                                                 | Жигаловский           | с. Коношаново, д. Головское | 2011—              | 2011: включены из Коношановского мун.обр. |
| Иркутская область                                                 | Казачинско-Ленский    | д. Вершина Ханды | 2004—              | 2017: упразднён пос. Умбелла, а д. Берёзовка, Испиритиха, Конец Луг, Паузок присоединены к с. Казачинское; 2018: с. Ермаки, Осиново, д. Карнаухова, Коротково, Поперечная включены в Казачинское мун.обр. |
| Иркутская область                                                 | Киренский             | пос. Визирный, с. Красноярово, Улькан | 2004—              | 2017: включён пос. Визирный из Визирнинского мун.обр.; 2019: включён пос. Бубновка из Бубновского мун.обр., в том же году упразднён |
| Иркутская область                                                 | Мамско-Чуйский        | с. Чуя | 2004—              | 2019: включены из ГП рп Горно-Чуйский и Согдиондон (конец 2019: упразднены); упразднены д. Рысья, Садки, уч. Чайка |
| Иркутская область                                                 | Нижнеилимский         | пос. Заярск, Миндей 1, Миндей 2, пос. ж/д ст. Селезнёво, Чёрная | 2004—              | |
| Иркутская область                                                 | Тайшетский            | нас.пунктов нет | 2017—              | 2017: включены пос. Брусово из Брусовского, Екунчет из Екунчетского мун. обр. (упразднены в 2019), пос. Колтоши и с. Еланка из Еланского мун.обр. (упразднены в 2017) |
| Иркутская область                                                 | Усть-Илимский         | с. Кеуль, д. Тушама | 2016—              | 2016: включены из Кеульского мун.обр. |
| Иркутская область                                                 | Усть-Кутский          | с. Боярск, Омолой, Орлинга, Тарасово, дер. Жемчугова | 2004—              | 2008: включены с. Орлинга, Тарасово, д. Басово (Иркутская область), Жемчугова из Орлингского мун.обр.; 2015: д. Басово упразднена |
| Иркутская область                                                 | Чунский               | нас.пунктов нет | 2004—              | |
| Кабардино-Балкария                                                | Баксанский            | межсел.терр. СП Жанхотеко нас.пунктов нет | 2005—2010          | 2010: преобразована в сопред.терр. |
| Кабардино-Балкария                                                | Зольский              | межсел.терр., переданные в ведение адм. пос. Залукокоаже, с. Залукодес, Зольское, Каменномостское, Камлюково, Малка, Приречное, Псынадаха, Светловодское, Шордаково межсел.терр., находящаяся в распоряжении КБР нас.пунктов нет | 2005—2010          | 2010: преобразованы в сопред.терр. |
| Кабардино-Балкария                                                | Лескенский            | межсел.терр., переданная в ведение адм. СП Ташлы-Тала межсел.терр. лесного фонда нас.пунктов нет | 2005—2010          | 2010: преобразованы в сопред.терр. |
| Кабардино-Балкария                                                | Майский               | межсел.терр., находящаяся в распоряжении КБР нас.пунктов нет | 2005—2010          | 2010: преобразована в сопред.терр. |
| Кабардино-Балкария                                                | Нальчик               | межсел.терр. Федерального государственного учреждения Нальчикского государственного опытного лесоохотничьего хозяйства нас.пунктов нет | 2005—2010          | 2010: преобразована в сопред.терр. |
| Кабардино-Балкария                                                | Прохладненский        | межсел.терр., переданные в ведение адм. с. Алтуд, Благовещенка, Карагач, Ново-Полтавское, Черниговское, ст-цы Приближная межсел.терр. лесного фонда межсел.терр., находящаяся в распоряжении кбр нас.пунктов нет | 2005—2010          | 2010: преобразованы в сопред.терр. |
| Кабардино-Балкария                                                | Прохладный            | межсел.терр., находящаяся в распоряжении КБР нас.пунктов нет | 2005—2010          | 2010: преобразована в сопред.терр. |
| Кабардино-Балкария                                                | Терский               | межсел.терр., переданные в ведение адм. с. Верхний Акбаш (у р. Замакул), Новая Балкария, Урожайное межсел.терр. с. Арик, Джулат, Красноармейское, Новая Балкария межсел.терр. лесного фонда межсел.терр., находящаяся в распоряжении КБР нас.пунктов нет                                                                                         | 2005—2010          | 2010: преобразованы в сопред.терр. |
| Кабардино-Балкария                                                | Урванский             | межсел.терр. ур. Гедуко межсел.терр. земельного запаса межсел.терр. лесного фонда межсел.терр., находящаяся в распоряжении КБР нас.пунктов нет | 2005—2010          | 2010: преобразованы в сопред.терр. |
| Кабардино-Балкария                                                | Чегемский             | межсел.терр., переданные в ведение г. Чегема, с. Нижний Чегем (ур. Кая-Баши, Кочкорташ-1, Кочкорташ-2), Хушто-Сырт (ур. Тызни), Яникой (ур. Чаты-Баши) межсел.терр. земель 1-го уч. г. Чегема и Баксанского района, СП Верхне-Чегемское, пос. Звёздный, Хушто-Сырт, Яникой межсел.терр. земель запаса межсел.терр. лесного фонда нас.пунктов нет | 2005—2010          | 2010: преобразованы в сопред.терр. |
| Кабардино-Балкария                                                | Черекский             | межсел.терр. ГП Кашхатау, СП Бабугент, Безенги, Верхняя Балкария, Герпегеж, Карасу межсел.терр. Черекского лесхоза нас.пунктов нет | 2005—2010          | 2010: преобразованы в сопред.терр. |
| Кабардино-Балкария                                                | Эльбрусский           | межсел.терр. ГП Тырныауз и СП Верхний Баксан, Лашкута, Эльбрус межсел.терр. ГПНП «Приэльбрусье» межсел.терр. ГУП «Хаймаша» нас.пунктов нет | 2005—2010          | 2010: преобразованы в сопред.терр. |
| Камчатский край (Камчатская область)                              | Алеутский             | межсел.терр., расположенные на островах Беринга, Арий Камень, Топорков, Камень Сивучий, Медный, Сивучий Камень, Сивучий Камень Восточный, Камни Бобровые, Кекур Корабельный Столб, а также на прилегающих к указанным безымянных островах нас.пунктов нет                                                                                        | 2004—2020          | 2020: мун.район преобразован в мун.округ |
| Камчатский край (Камчатская область)                              | Быстринский           | нас.пунктов нет | 2004—              | |
| Камчатский край (Камчатская область)                              | Елизовский            | нас.пунктов нет | 2004—              | |
| Камчатский край (Камчатская область)                              | Карагинский           | с. Кострома | 2008—              | 2017: включено из СП село Кострома |
| Камчатский край (Камчатская область)                              | Мильковский           | нас.пунктов нет | 2004—              | |
| Камчатский край (Камчатская область)                              | Олюторский            | с. Корф | 2008—              | 2013: включено из СП село Корф |
| Камчатский край (Камчатская область)                              | Пенжинский            | с. Оклан, Парень | 2008—              | 2011: включены из СП село Оклан и село Парень |
| Камчатский край (Камчатская область)                              | Соболевский           | пос. Ичинский | 2004—              | 2012: включён из Ичинского СП |
| Камчатский край (Камчатская область)                              | Тигильский            | нас.пунктов нет | 2008—              | |
| Камчатский край (Камчатская область)                              | Усть-Большерецкий     | пос. Паужетка, Шумный | 2004—              | |
| Камчатский край (Камчатская область)                              | Усть-Камчатский       | нас.пунктов нет | 2004—              | |
| Коми                                                              | Княжпогостский        | нас.пунктов нет | 2005—              | |
| Коми                                                              | Троицко-Печорский     | нас.пунктов нет | 2005—              | |
| Красноярский край                                                 | Богучанский           | д. Заимка, Каменка, Прилуки | 2005—              | |
| Красноярский край                                                 | Енисейский            | нас.пунктов нет | 2005—              | |
| Красноярский край                                                 | Кежемский             | пос. Болтурино, Таёжный, д. Аксёново | 2013—              | 2013: включены с. Кежма, д. Верх-Кежма из Кежемского сельсовета, пос. Новая Кежма, Приангарский Ново-Кежемского сельсовета, с. Проспихино Проспихинского сельсовета (упразднены в 2014); 2014: включены пос. Болтурино, Косой Бык из Дворецкого сельсовета, с. Паново, д. Аксёново, Усольцева из Пановского сельсовета (кроме д. Аксёново и пос. Болтурино, упразднены в 2014); 2018: включён пос. Таёжный из Таёжинского сельсовета |
| Красноярский край                                                 | Мотыгинский           | пос. Партизанск | 2018—              | 2018: включён из Партизанского сельсовета |
| Красноярский край                                                 | Северо-Енисейский     | пос. Новоерудинский, Пит-Городок, Суворовский, д. Куромба | 2005—2006          | 2006: мун.район преобразован в единое муниципальное образование без поселений (2019: пос. Суворовский упразднён) |
| Красноярский край                                                 | Туруханский           | пос. Ангутиха, пос. Бахта, Келлог, Курейка, Мадуйка, Советская Речка, Сухая Тунгуска, Татарск, Черноостровск, Янов Стан, с. Бакланиха, Верещагино, Фарково, д. Горошиха, Канготово, Костино, Лебедь, Мирное, Старотуруханск, Сургутиха | 2005—              | 2005: включены нас.пункты, входившие в Бакланихский, Бахтинский, Верещагинский, Горошихинский, Келлогский, Костинский, Серковский, Совреченский, Сургутихинский, Фарковский сельсоветы, а также Курейский сельсовет, находившийся в подчинении г. Игарки |
| Красноярский край                                                 | Эвенкийский           | нас.пунктов нет | 2006—, 2010—       | 2006: упразднены пос. Ногинск и соответствующее СП; 2010: при формировании реестра АТУ не учтён пос. Учами, входивший в Полигусовский сельсовет; 2017: упразднены пос. Таимба СП пос. Ошарово и Усть-Камо СП пос. Куюмба |
| Магаданская область                                               | Омсукчанский          | пгт Галимый, пос. Верхний Балыгычан, с. Меренга | 2007—2015          | 2007: включены пгт Галимый и с. Меренга; 2008: включён пос. Верхний Балыгычан из СП с. Верхний Балыгычан; 2015: мун.район преобразован в гор.округ |
| Магаданская область                                               | Северо-Эвенский       | пос. Малая Чайбуха, с. Тополовка | 2007—2015          | 2007: включён пос. Малая Чайбуха из СП Чайбуха; 2010: включено с. Тополовка из СП с. Тополовка; 2015: мун.район преобразован в гор.округ (2017: пос. Малая Чайбуха упразднён) |
| Магаданская область                                               | Среднеканский         | с. Балыгычан, Колымское | 2014—2015          | 2014: с. Колымское включено из СП село Колымское, с. Усть-Среднекан включено из СП с. Усть-Среднекан (в том же году упразднено); 2015: мун.район преобразован в гор.округ |
| Магаданская область                                               | Сусуманский           | пгт Беличан, Большевик, Кадыкчан, пос. Аркагала, Буркандья, Мальдяк, Усть-Хакчан | 2007—2015          | 2007: включены; 2015: мун.район преобразован в гор.округ |
| Магаданская область                                               | Тенькинский           | пос. Мой-Уруста, Обо, с. Кулу, Оротук | 2007—2015          | 2007: включены пос. Мой-Уруста, Обо, с. Оротук; 2008: включено с. Кулу из СП с. Кулу; 2015: мун.район преобразован в гор.округ (2017: с. Оротук упразднено) |
| Магаданская область                                               | Хасынский             | пос. Буркот, Карамкен, Молочная, Новая Армань, Поворотный, Сплавная, Яблоневый | 2007—2015          | 2007: включено с. Сплавная; 2014: включён пос. Карамкен из СП пос. Карамкен; 2015: мун.район преобразован в гор.округ (2016: упразднены пос. Буркот, Молочная, Новая Армань, Поворотный (2019: упразднён пос. Яблоневый) |
| Магаданская область                                               | Ягоднинский           | пгт Верхний Ат-Урях, пос. имени Горького, Пролетарский, Речная, Спорное, Стан Утиный, Штурмовой, Эльген, с. Таскан | 2007—2015          | 2007: включены пгт Верхний Ат-Урях, пос. имени Горького, Штурмовой, с. Таскан, Эльген; 2015: включены пос. Спорное, Стан Утиный из СП пос. Спорное, в том же году мун.район преобразован в гор.округ |
| Ненецкий автономный округ                                         | Заполярный            | нас.пункты, зарегистрированные в ОКАТО и/или ОКТМО, отсутствуют | 2005—              | 2000: до образования Заполярного района закрыт рп (вахтовый) Варандей Варандейского сельсовета, входившая в сельсовет д. Чёрная передана в Приморско-Куйский сельсовет |
| Пермский край (Пермская область, Коми-Пермяцкий автономный округ) | Горнозаводский        | пос. Усть-Койва, Усть-Тырым, пос. при ст. Европейская, Лаки, Усть-Тискос | 2004—2018          | 2018: мун.район преобразован в гор.округ |
| Пермский край (Пермская область, Коми-Пермяцкий автономный округ) | Косинский             | нас.пунктов нет | 2005—2019          | 2019: мун.район преобразован в мун.округ |
| Пермский край (Пермская область, Коми-Пермяцкий автономный округ) | Кочёвский             | нас.пунктов нет | 2005—2019          | 2019: мун.район преобразован в мун.округ |
| Пермский край (Пермская область, Коми-Пермяцкий автономный округ) | Красновишерский       | нас.пунктов нет | 2004—2019          | 2019: мун.район преобразован в гор.округ |
| Пермский край (Пермская область, Коми-Пермяцкий автономный округ) | Чердынский            | пос. Чусовской, с. Тулпан, д. Нюзим, Талово, Тиминская, Черепаново | 2004—2019          | 2011: упразднены с. Тулпан и д. Талово; 2019: мун.район преобразован в гор.округ |
| Пермский край (Пермская область, Коми-Пермяцкий автономный округ) | Юсьвинский            | нас.пунктов нет | 2004—2019          | 2019: мун.район преобразован в мун.округ |
| Приморский край                                                   | Дальнереченский       | нас.пунктов нет | 2004—              | |
| Приморский край                                                   | Кировский             | нас.пунктов нет | 2004—              | |
| Приморский край                                                   | Октябрьский           | нас.пунктов нет | 2004—2020          | 2020: мун.район преобразован в мун.округ |
| Приморский край                                                   | Ольгинский            | с. Щербаковка | 2004—2022          | 2022: мун.район преобразован в мун.округ |
| Приморский край                                                   | Партизанский          | пос. Партизан | 2004—2023          | 2023: мун.район преобразован в мун.округ |
| Приморский край                                                   | Пожарский             | нас.пунктов нет | 2004—2022          | 2022: мун.район преобразован в мун.округ |
| Приморский край                                                   | Тернейский район      | нас.пунктов нет | 2004—2020          | 2020: мун.район преобразован в мун.округ |
| Приморский край                                                   | Ханкайский            | нас.пунктов нет | 2004—2020          | 2020: мун.район преобразован в мун.округ |
| Приморский край                                                   | Черниговский          | нас.пунктов нет | 2004—2023          | 2023: мун.район преобразован в мун.округ |
| Псковская область                                                 | Псковский             | территория Залитских островов: Верхний (остров имени Белова), Талабенец, Талабск (остров имени Залита) д. Остров имени Белова, Остров имени Залита (Остров-Залит) | 2005—              | до 2006: территория Талабских островов |
| Самарская область                                                 | Кинель-Черкасский     | нас.пунктов нет | 2005—              | |
| Свердловская область                                              | Таборинский           | нас.пунктов нет | 2009—              | |
| Томская область                                                   | Александровский       | нас.пунктов нет | 2013—              | |
| Томская область                                                   | Верхнекетский         | д. Куролино | 2004—              | |
| Томская область                                                   | Каргасокский          | с. Майск | 2004—              | |
| Томская область                                                   | Колпашевский          | нас.пунктов нет | 2013—              | |
| Томская область                                                   | Парабельский          | нас.пунктов нет | 2004—              | 2014: упразднено с. Львовка |
| Тюменская область                                                 | Уватский              | д. Герасимовка, Калемьяга, Нефедова | 2004—              | |
| Хабаровский край                                                  | Амурский              | нас.пунктов нет | 2005—              | |
| Хабаровский край                                                  | Аяно-Майский          | с. Фёдорово, метеост. Батомга, Курун-Урях, монтёрские пункты Разрезной, Семиречье, Ципанда | 2005—              | |
| Хабаровский край                                                  | Ванинский             | нас.пунктов нет | 2005—              | |
| Хабаровский край                                                  | Верхнебуреинский      | пос. Шахтинский | 2010—              | 2010: включён из СП Посёлок Шахтинский |
| Хабаровский край                                                  | имени Полины Осипенко | пос. Октябрьский, гидрологические посты Каменка, Обхорошее, Тимченко, Упагда, контрольный пункт связи Ниланкан | 2005—              | 2009: включён пос. Октябрьский из СП Посёлок Октябрьский |
| Хабаровский край                                                  | Комсомольский         | нас.пунктов нет | 2005—              | |
| Хабаровский край                                                  | Нанайский             | нас.пунктов нет | 2005—              | |
| Хабаровский край                                                  | Николаевский          | с. Власьево | 2005—              | |
| Хабаровский край                                                  | Охотский              | нас.пунктов нет | 2005—              | |
| Хабаровский край                                                  | Советско-Гаванский    | межселенная территория Советско-Гаванского района: пос. Иннокентьевский, Коппи, Нельма, с. Гроссевичи | 2005—              | |
| Хабаровский край                                                  | Солнечный             | нас.пунктов нет | 2005—              | |
| Хабаровский край                                                  | Тугуро-Чумиканский    | метеост. Большой Шантар, Бурукан, Джана | 2005—              | 2011: упразднены метеост. Болодек, монтёрские пункты Маймагун, Тыл |
| Хабаровский край                                                  | Ульчский              | нас.пунктов нет | 2005—              | |
| Хакасия                                                           | Бейский               | нас.пунктов нет | 2013—              | |
| Хакасия                                                           | Таштыпский            | пос. Большой Он, Кубайка, Малый Анзас | 2009—              | 2009: включены из Большеонского сельсовета |
| Ханты-Мансийский автономный округ                                 | Белоярский            | нас.пунктов нет | 2004—              | |
| Ханты-Мансийский автономный округ                                 | Берёзовский           | нас.пунктов нет | 2004—              | |
| Ханты-Мансийский автономный округ                                 | Кондинский            | нас.пункты, зарегистрированные в ОКАТО и/или ОКТМО, отсутствуют | 2004—              | |
| Ханты-Мансийский автономный округ                                 | Нефтеюганский         | нас.пунктов нет | 2004—              | |
| Ханты-Мансийский автономный округ                                 | Нижневартовский       | нас.пункты, зарегистрированные в ОКАТО и/или ОКТМО, отсутствуют | 2004—              | 2017: с. Былино и д. Вампугол переданы в СП Зайцева Речка, д. Пасол и Соснина – в ГП Излучинск |
| Ханты-Мансийский автономный округ                                 | Октябрьский           | нас.пункты, зарегистрированные в ОКАТО и/или ОКТМО, отсутствуют | 2004—              | |
| Ханты-Мансийский автономный округ                                 | Советский             | нас.пунктов нет | 2004—              | 2016: упразднён пос. Тимкапауль, 2017: упразднён пос. Нюрих |
| Ханты-Мансийский автономный округ                                 | Сургутский            | пос. Банный, д. Юган | 2004—              | |
| Ханты-Мансийский автономный округ                                 | Ханты-Мансийский      | д. Долгое Плёсо | 2004—              | |
| Чукотский автономный округ                                        | Анадырский            | острова Алюмка, Песчаный пгт, находящиеся с 2007 года в стадии ликвидации: Отрожный, Шахтёрский, с. Краснено | 2007—              | 2010: включено с. Краснено из СП Краснено |
| Чукотский автономный округ                                        | Билибинский           | пгт, находящиеся с 2007 года в стадии ликвидации: Алискерово, Весенний, Встречный, Дальний | 2007—              | |
| Чукотский автономный округ                                        | Иультинский           | пгт, находящийся с 2007 года в стадии ликвидации: Ленинградский, с. Нутэпэльмен, Ушаковское | 2007—2015          | 2008: включено с. Ушаковское из присоединённого Шмидтовского района; 2010: включено СП Нутэпэльмен; 2015: мун.район преобразован в гор.округ Эгвекинот |
| Чукотский автономный округ                                        | Провиденский          | нас.пунктов нет | 2011—2015          | 2015: мун.район преобразован в гор.округ |
| Чукотский автономный округ                                        | Чаунский              | пгт, находящиеся с 2007 года в стадии ликвидации: Бараниха, Быстрый, Валькумей, Комсомольский, Красноармейский, Южный | 2007—2015          | 2015: мун.район преобразован в гор.округ Певек |
| Чукотский автономный округ                                        | Чукотский             | нас.пунктов нет | 2011—              | |
| Якутия                                                            | Алданский             | часть Беллетского наслега | 2005—2007          | |
| Якутия                                                            | Аллаиховский          | Ойотунгский национальный кочевой наслег: с. Ойотунг | 2005—              | |
| Якутия                                                            | Верхнеколымский       | нас.пунктов нет | 2005—              | |
| Якутия                                                            | Жиганский             | участок Джарджан нас.пунктов нет | 2005—              | 2008: с. Джарджан упразднено |
| Якутия                                                            | Кобяйский             | бывш. Усть-Вилюйский наслег нас.пунктов нет | 2005—              | 2008: упразднены с. Промышленный, Усть-Вилюйский наслег |
| Якутия                                                            | Ленский               | нас.пунктов нет | 2005—              | |
| Якутия                                                            | Мегино-Кангаласский   | нас.пунктов нет | 2005—              | |
| Якутия                                                            | Мирнинский            | нас.пунктов нет | 2005—              | |
| Якутия                                                            | Нерюнгринский         | нас.пунктов нет | 2005—              | |
| Якутия                                                            | Оймяконский           | нас.пунктов нет | 2005—              | 2006: упразднены пос. (пгт) и городские поселения Нелькан, Предпорожный, Эльгинский, а также пос. Ольчан, Сарылах, с. Арга-Мой, Октябрьский, Победа |
| Якутия                                                            | Оленёкский            | территории ресурсных резерватов (эркээйи сирдэр) «Бэкэ», «Бириктэ», «Алакит», «Мархара» и месторождений редкоземельных металлов нас.пунктов нет | 2008—              | |
| Якутия                                                            | Таттинский            | нас.пунктов нет | 2005—              | |
| Якутия                                                            | Усть-Алданский        | нас.пунктов нет | 2005—2007          | |
| Якутия                                                            | Усть-Майский          | пос. (пгт) Аллах-Юнь бывшие территории пос. (пгт) Бриндакит и Ыныкчан | 2005—              | 2008: пос. Бриндакит и Ыныкчан упразднены |
| Ямало-Ненецкий автономный округ                                   | Надымский             | пос. (вахтовый) Ямбург | 2004—2020          | 2020: мун.район преобразован в мун.округ |
| Ямало-Ненецкий автономный округ                                   | Пуровский             | с. Толька | 2004—2020          | 2020: мун.район преобразован в мун.округ |
| Ямало-Ненецкий автономный округ                                   | Тазовский             | д. Матюй-Сале, Тадебя-Яха, Тибей-Сале, Юрибей | 2004—2020          | 2020: мун.район преобразован в мун.округ |
| Ямало-Ненецкий автономный округ                                   | Ямальский             | д. Порц-Яха, Тамбей | 2004—2021          | 2021: мун.район преобразован в мун.округ |